# MAUT
MAUT (angl. Multi-Attribute Utility Theory) je skupina večparametrskih metod na osnovi večparametrske koristnosti. Velja za enega najstarejših pristopov k odločitveni analizi in izhaja iz iger na srečo. Metoda temelji na petih aksiomih, po katerih naj bi se ljudje držali pri sprejemanju razumnih odločitev. Model vrednotenja so strukturirani hierarhično in vsebujejo zvezne parametre. 

## Aksiomi

### Aksiom 1 - Razvrstljivost
Obstajati mora linearna in tranzitivna preferenčna relacija. A ≤* B pomeni, da je izid A bolj ali enako zaželen kot izid B. 

LINEARNOST: veljati mora A ≥* B ali B ≥* A.

TRANZITIVNOST: če A ≥* B in B ≥* C, potem a ≥* C.

### Aksiom 2 - Kontinuiteta ali koncept gotove ekvivalence
če velja A ≥* B ≥* C, obstaja verjetnost p, pri kateri je odločevalec neopredeljen med gotovim izidom B in loterijo [p, A; (1 – p), C].

### Aksiom 3 - Zamenljivost
Za katerokoli verjetnost p, 0 < p ≤ 1, in katerekoli tri loterije A, B in C velja: 

A ~ B «» p, A; (1 – p), C] ~ p, B; (1 – p), C].

### Aksiom 4 - Monotonost
Kadar je A > B in p* > p, velja med dvema relacijama:

[p*, A; (1 – p*), B] > [p, A; (1 – p), B] 

### Aksiom 5 - Redukcija sestavljenih loterij
Naj bosta L1 in L2 loteriji ter A in B izida. 

Naj bo L2 = [q, A; (1 – q), B]. Potem je: 

[p, L1; (1 – p), L2] ~ [p, L1; (1 – p) ~ q, A; (1 – p) ~ (1 – q), B]

## Vrednotenje alternativ
Vrednotenje alternativ je dvostopenjsko: 
- 1.Stopnja: funkcije koristnosti preslikajo vrednosti vhodnih parametrov v ustrezne preference.
- 2.Stopnja: z uporabo funkcij združevanja združijo preference (primer: utežna vsota).

## Funkcija koristnosti
Izidom je potrebno prirediti stopnjo zaželenosti oziroma koristnosti. Najbolj zaželen izid dobi vrednost 1 (u(Nmax) = 1), najmanj zaželen izid pa dobi vrednost 0 (u(Nmin) = 0). Izida Nmin in Nmax predstavljata ekstremni točki funkcije in tvorita standardno referenčno loterijo: 

Ls = (ps, Nmax ; 1-ps, Nmin)

Preostali izidi so poiskani z zaporedjem iterativnih korakov po konceptu gotove ekvivalence. Preferenčni vzorec je vedno skladen s prvim aksiomom, v katerem obstajata samo relaciji stroge prednosti in enakovrednosti.

- Konkavna krivulja funkcije - iskanje tveganja

- Konveksna krivulja funkcije - izogibanje tveganju

- Sistem za podporo pri odločanju
- Umetna inteligenca v Sloveniji

- Marko Bohanec: Odločanje in večparametrsko modeliranje, (v slovenščini) (COBISS)
- Marko Bohanec: odločitveni modeli in sistemi za podporo pri odločanju, Založba DMFA (COBISS)
- Katarina Čepon: Večparametrski model za oceno kakovosti bolnišnic , (COBISS)
- http://www.fammed.ouhsc.edu/tutor/decanal.htm Arhivirano 2010-07-01 na Wayback Machine.